# Municipi de Rødovre
El municipi de Rødovre  és un municipi danès situat al nord-est de l'illa de Sjælland, a la perifèria de Copenhaguen, abastant una superfície de 12 km². Amb la Reforma Municipal Danesa del 2007 va passar a formar part de la Regió de Hovedstaden, però no va ser afectat territorialment.

## Consell municipal
Resultats de les eleccions del 18 de novembre del 2009:
| Partit                       | vots | % vots |
| ---------------------------- | ---- | ------ |
| Socialdemokratiet            | 8771 | 52,2   |
| Det Radikale Venstre         | 411  | 2,4    |
| Det Konservative Folkeparti  | 1267 | 7,5    |
| Socialistisk Folkeparti      | 2414 | 14,4   |
| Dansk Folkeparti             | 1937 | 11,5   |
| Venstre                      | 1470 | 8,7    |
| Enhedslisten - De Rød-Grønne | 548  | 3,3    |

### Alcaldes
| Alcalde      | Període               | Partit            |
| ------------ | --------------------- | ----------------- |
| Erik Nielsen | 1-1-2007 a 31-12-2009 | Socialdemokratiet |
|              | 1-1-2010 a 31-12-2013 |                   |